# 松本電気鉄道3000形電車
松本電気鉄道3000形電車（まつもとでんきてつどう3000けいでんしゃ）は、1999年（平成11年)より営業を開始し、松本電気鉄道（現・アルピコ交通）が運用していた上高地線の通勤形電車である。

## 概要
1986年（昭和61年）12月20日に上高地線の架線電圧を750Vから1500Vに昇圧して以降、同線では東京急行電鉄5000系を改造した5000形を運用していた。しかし新製から40年を迎え機器類の老朽化が進んでいたことや非冷房であることなどを理由に車両を取り替えることになり、当時京王電鉄で1000系の導入により廃車となった3000系を譲渡、京王重機整備にて改造・整備のうえで3000形として導入した。

## 沿革
- 1999年（平成11年）10月25日 - 2両編成2本（4両）が上高地線（松本駅 - 新島々駅間）で営業運転を開始。
- 2000年（平成12年）7月 - 2両編成2本（4両）が導入され、同年7月19日を最後に5000形が営業運転を終了。
- 2021年（令和3年）8月14日 - 令和3年8月の大雨によって田川橋梁が被災し、翌年6月に復旧するまでの間3003-3004編成が孤立区間である松本駅に取り残された。
- 2022年（令和4年）- 東武20000系（20000型・20050型の中間車）を改造した20100形の導入による置き換えが開始され、当初は3003-3004編成が引退となる予定だったが、後述の理由から2022年11月に3001-3002編成が本形式で初めて引退し、12月2日に解体の為搬出された[2]。
- 2024年（令和6年）
  - 2月7日 - 3007-3008編成の運転終了が公表され[3]、同年3月10日に引退し、3月28日に解体の為搬出された。
  - 9月30日 - 3005-3006編成の運転終了が公表され、同年11月3日に引退[4]、11月29日に解体の為搬出された。
- 2025年（令和7年）1月28日 - 3003-3004編成の運転終了が公表され、同年3月9日に引退[5]。

## 形式

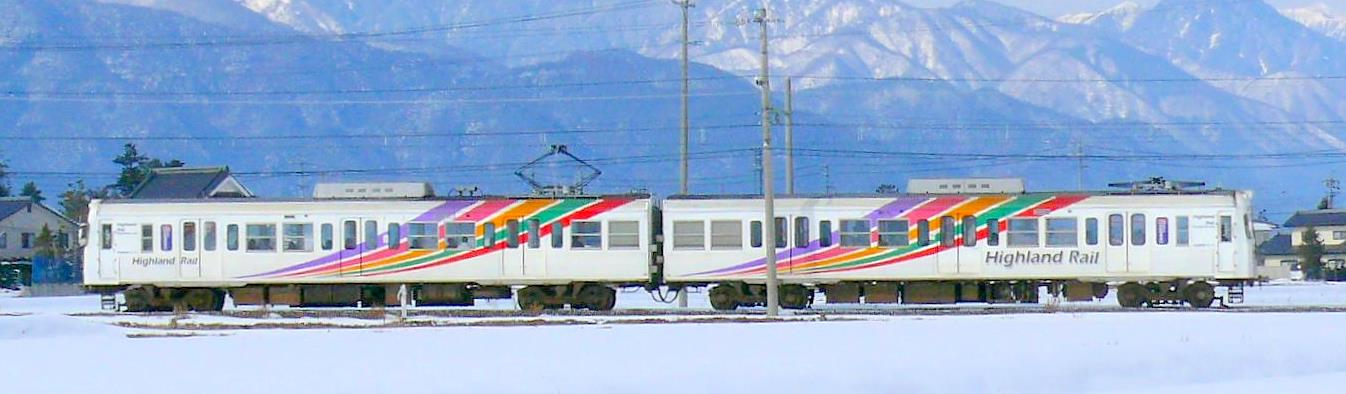
3007-3008の編成（2008年）

形式と編成は下記の通り。8両全てが中間車から先頭車へ改造された車両である。
- モハ3000形 - 3001・3003・3005・3007
京王時代は1M方式の電動車デハ3100形。ドア窓ガラスは金属押さえ式。
- クハ3000形 - 3002・3004・3006・3008
京王時代はユニット方式の電動車デハ3050形。ドア窓ガラスはHゴム支持式。

3001-3002・3003-3004・3005-3006・3007-3008の2両編成4本が在籍する（左側が新島々寄り、右側が松本寄り）。運転席後ろの窓が連結面の小型窓の発生品となっている。3001・3003・3005・3007の種車がデハ3100形のため、長野県の私鉄では初の界磁チョッパ制御車となった。

## 改造内容
- ワンマン運転対応（運賃箱、案内表示機、運賃表設置）。
- 塗装は、白をベースに紫・ピンク・山吹・緑・赤のダイナミックストライプとロゴが入ったアルピコカラーとなった。ロゴの文字は「Highland Rail」。
- 運転台機器は京王6000系（1次車・6001F - 6006F・抵抗制御）の廃車発生品であるT字型ワンハンドルマスコンを採用。
- 全車ともワンマン運転時の運賃支払いの動線確保も兼ねて、運転台直後の座席のあった場所に車いすスペースが設置されている。
- 連結面には転落防止幌が設置されている。
- 3004・3008の前寄りには霜取り用パンタグラフが装備されている（京王時代は集電用）。3002・3006の同部分にはパンタ台のみが残されている。
- 3003-3004の種車でもあるデハ3108・デハ3058は京王時代、踏切事故により修繕扱いで同構造の車体がほぼ新製された。手摺り・側ドア・パイプ棚・冷房風洞は可能な限り再利用したが、客用扉は窓ガラスの支持方式がHゴムのものと、デハ3100形用の押さえ金支持式、破損不足分のものについては第28・29編成と同等の新製客用扉がランダムに取り付けられた。したがって、1両の中に複数の形態のドアが混在する。さらに軽量構造車体であり、コルゲートの本数が他車より少ない。
- 正面は京王3000系のリニューアル車（第16 - 29編成）と同等の、フロントウィンドウが側面まで回り込むデザインとなっている。ワイパーは電気式となっており、フロントウィンドウの左上に行先表示器を新設した。

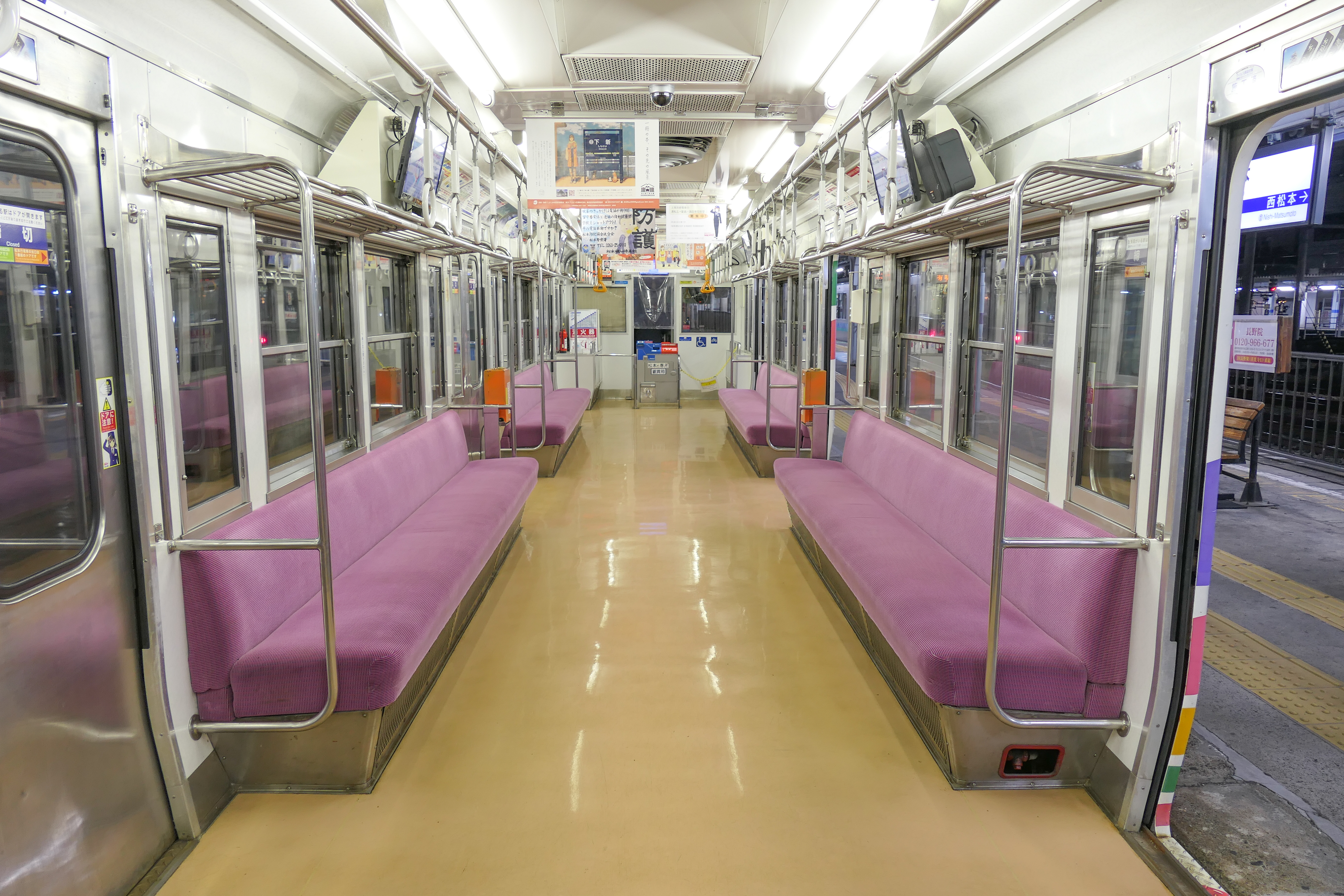
車内
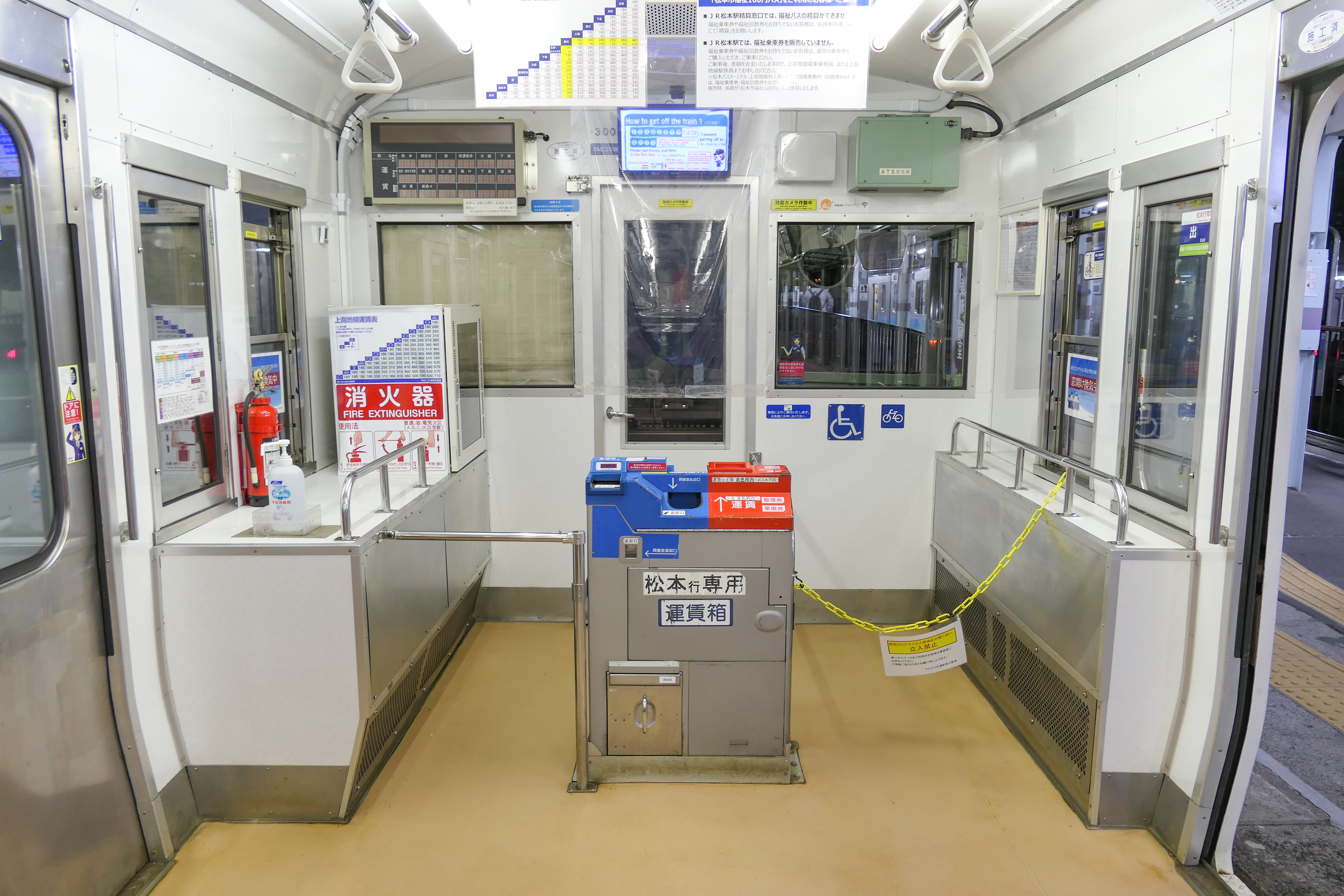
運賃箱
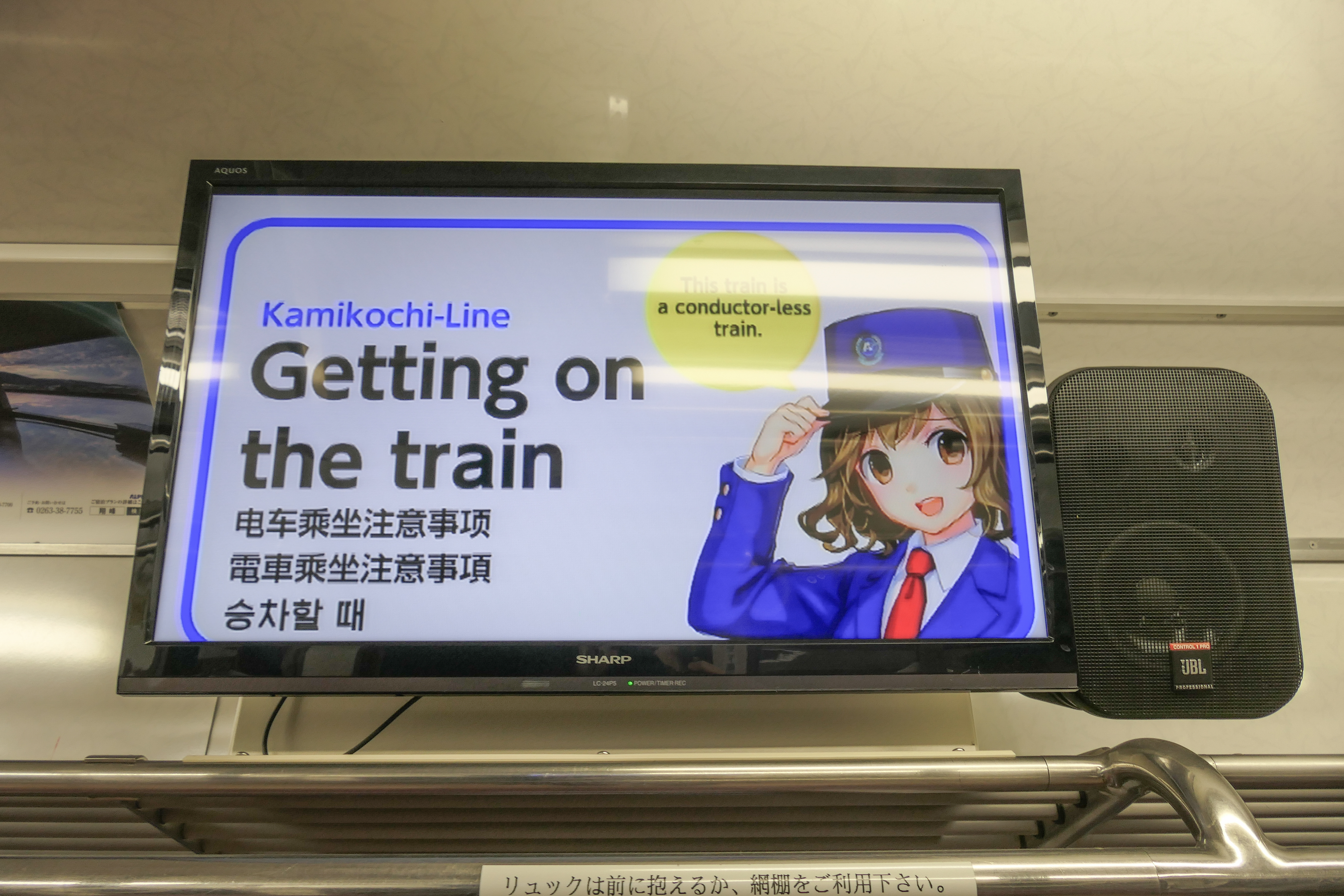
案内表示器
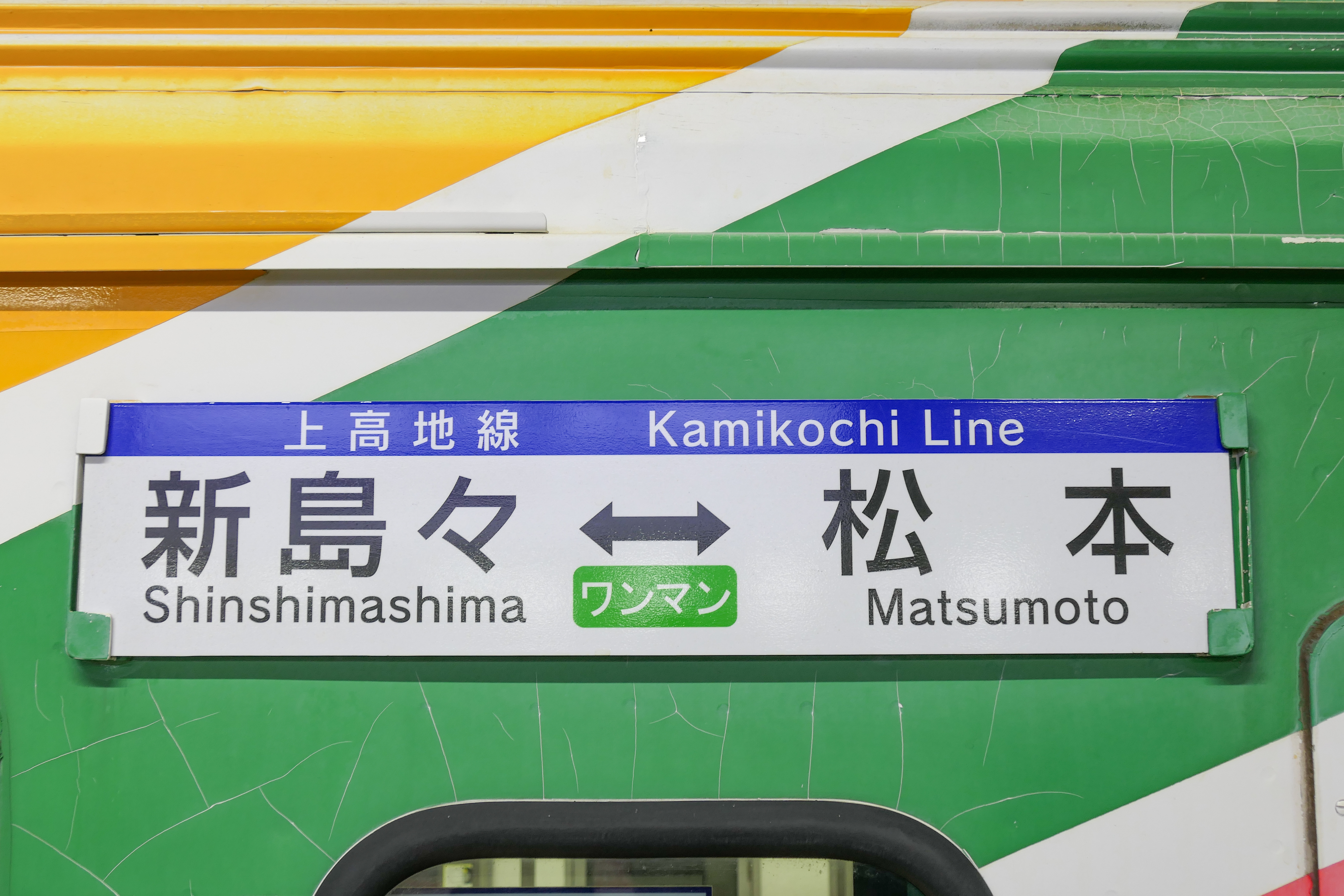
路線表示サボ
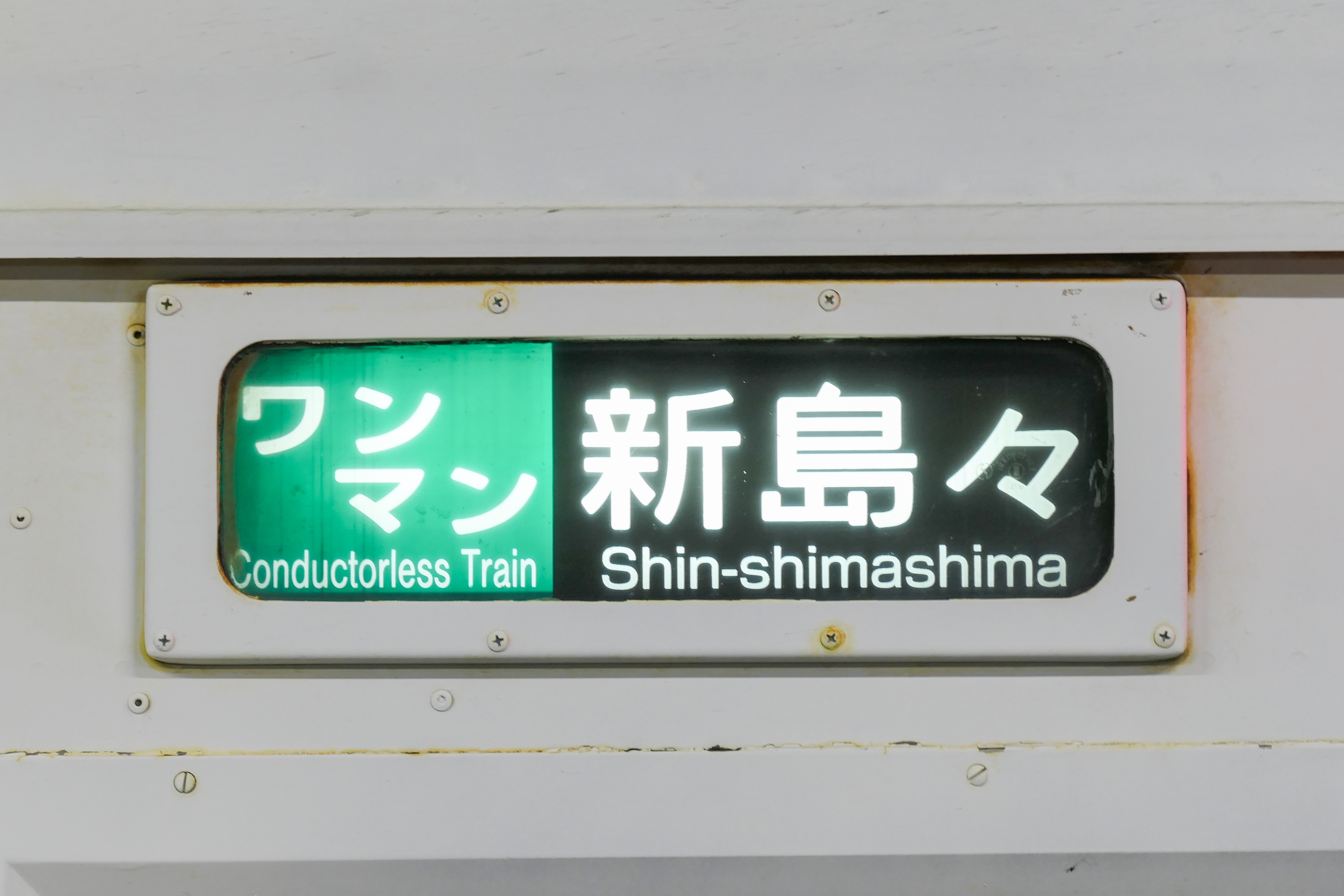
方向幕

## 編成表
形式（）内は京王時代の車両番号。
| 形式 | 形式 | ← 新島々松本 →          | ← 新島々松本 →          | ラッピング               | 廃車                                   |
| 形式 | 形式 | モハ3000形 （デハ3100） | クハ3000形 （デハ3050） | ラッピング               | 廃車                                   |
| 機器 | 機器 | ■ ◇                     | MG・CP（◇）             |                          |                                        |
| 編成 | 3001 | モハ3001 （3109）       | クハ3002 （3059）       |                          | 2022年11月1日 (最終運用:2022年7月28日) |
| 編成 | 3003 | モハ3003 （3108）       | クハ3004 （3058）       | モハ10形リバイバルカラー | 定期運用終了 (最終運用:2025年3月9日)   |
| 編成 | 3005 | モハ3005 （3106）       | クハ3006 （3056）       | 初代なぎさTRAIN          | 2024年11月 (最終運用:2024年11月3日)    |
| 編成 | 3007 | モハ3007 （3107）       | クハ3008 （3057）       |                          | 2024年3月11日 (最終運用:2024年3月10日) |

- ■：界磁チョッパ制御装置、MG：補助電源装置、CP：空気圧縮機、◇：パンタグラフ

- クハ3000形の霜取り用パンタグラフは3004・3008の前位側に搭載（集電非対応）。
- レール塗油器は3002・3006に設置。

## ラッピング・特別編成

### なぎさTRAIN
2013年3月20日より、3005-3006編成に上高地線イメージキャラクター渕東なぎさをラッピングした「なぎさTRAIN」が運行されている。この「なぎさTRAIN」はテレビアニメ『SHIROBAKO』第24話に登場する。同作の水島努監督は旧波田町で小学生時代を過ごした。
2023年10月27日に休車後、2024年4月5日に運用復帰。同年11月3日に定期運用を離脱し17日の団体運用をもって引退。19日に長野県警察及び松本広域消防局による異常時総合訓練に使用された後、29日のイベントをもって解体・搬出された。

### モハ10形リバイバルカラー
2017年6月3日より、昭和30年代〜昭和50年代にかけて上高地線で使用されたモハ10形電車のカラーリングを、3003-3004編成がラッピングで再現して運行している。
2021年8月の水害により孤立区間となった松本駅で長期間留置されていたが、後述の通り翌2022年8月に運用復帰を果たしている。
2023年3月15日に定期運用を離脱して予備車となり、貸切列車などに使用されたのち4月1日から休車となった。その後11月3日に運用復帰した。2024年4月2日に20100形第3編成と入れ替わる形で休車。8月7日に予備車として再復帰、8月20日に定期運用に復帰した。20100形第4編成の導入に伴い2025年3月9日をもって定期運用を離脱し、3000形による営業運転が終了した。なお、同編成はすぐには廃車されず、当面はイベント用として残留する。

#### 大雨災害による一連の動き
令和3年8月の大雨による上高地線一部区間不通の間は松本駅に取り残されており、法定点検を受けることができないため休車扱いとなっていた。
当初は不通区間の復旧後に廃車して他編成の部品取りとして活用される予定だったが、新島々駅に停車していた3001-3002編成が2022年7月に落雷の被害を受けて起動不能になり廃車を余儀なくされたことと、新村車両所へ輸送して検査したところ状態が想定より良好だったことから、廃車を中止して整備を行い、2022年8月28日のイベント展示・特別運行の後、営業運転に復帰した。

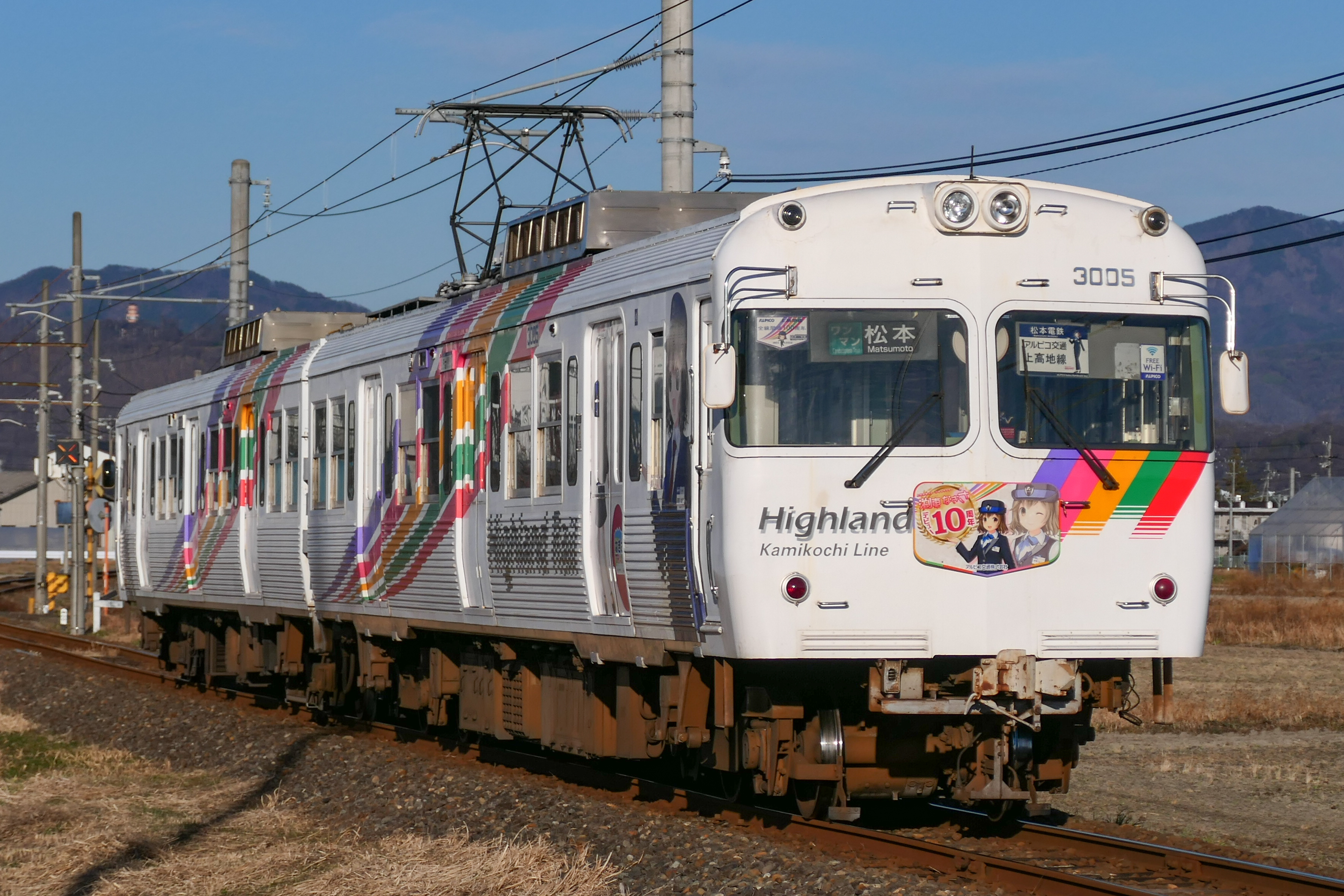
なぎさTRAIN
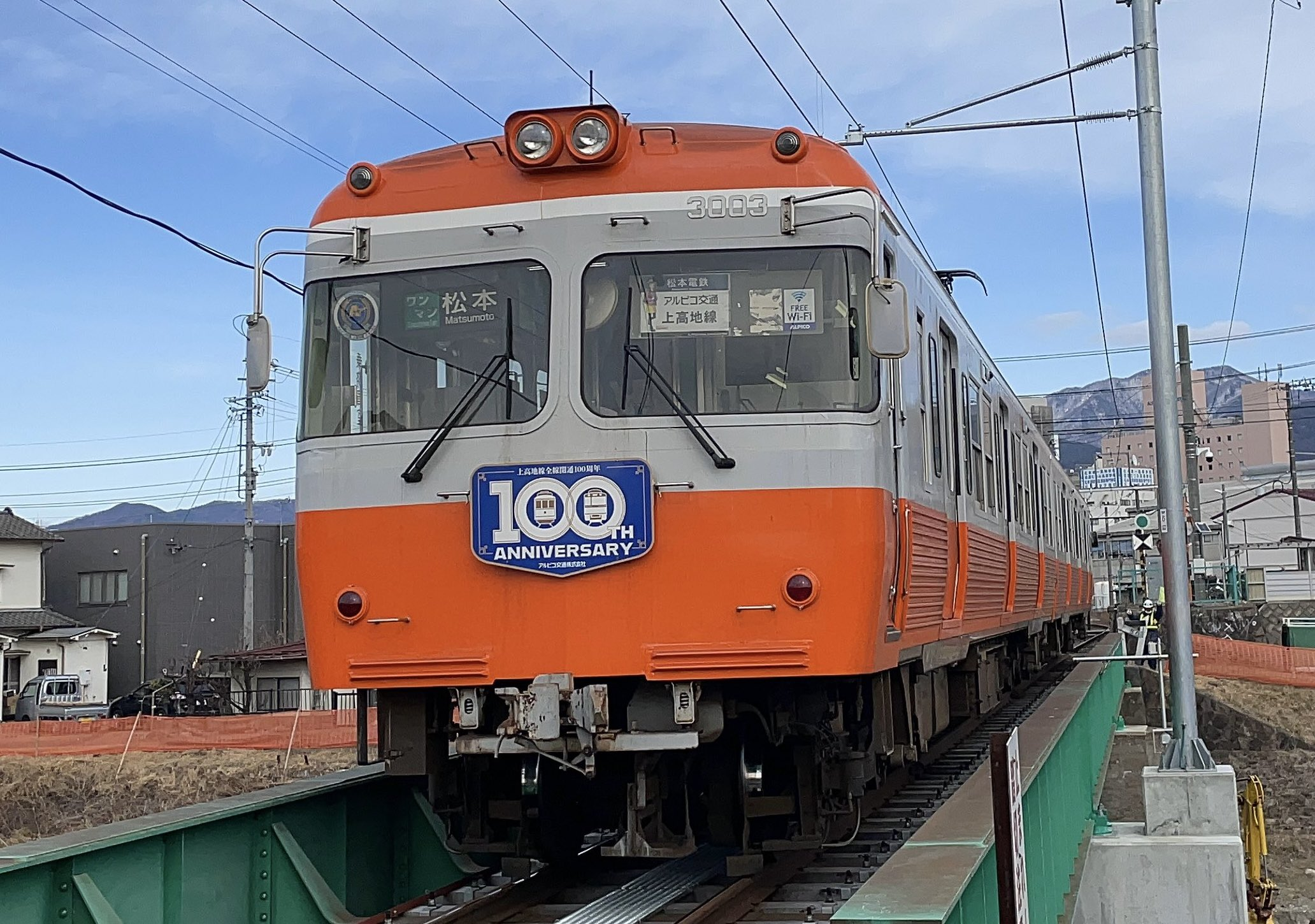
モハ10形リバイバルカラー